# Interrios
Interrios is een plaats (frazione) in de Italiaanse gemeente Villanova Monteleone.